# Union cycliste internationale

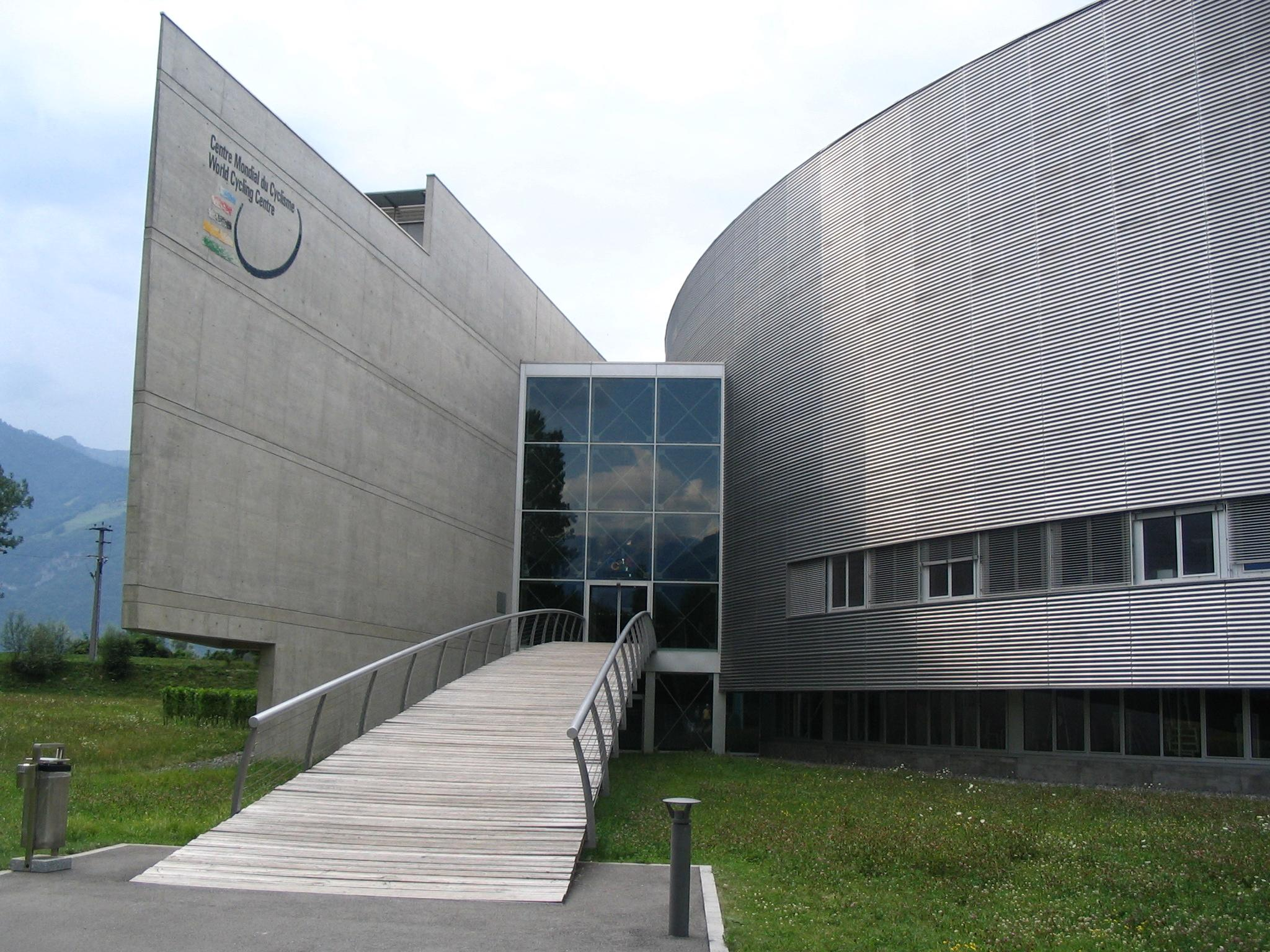
Entrée du Centre mondial du cyclisme (CMC) à Aigle en Suisse.

Pour les articles homonymes, voir UCI (homonymie).
L'Union cycliste internationale (souvent désignée par l'acronyme UCI) est une organisation dont le but est de développer et promouvoir le cyclisme en coopération avec les fédérations nationales. Elle est basée au Centre mondial du cyclisme, à Aigle en Suisse.
Depuis 2017, le président de l'UCI est l'ancien président de la FFC, David Lappartient.

## Histoire

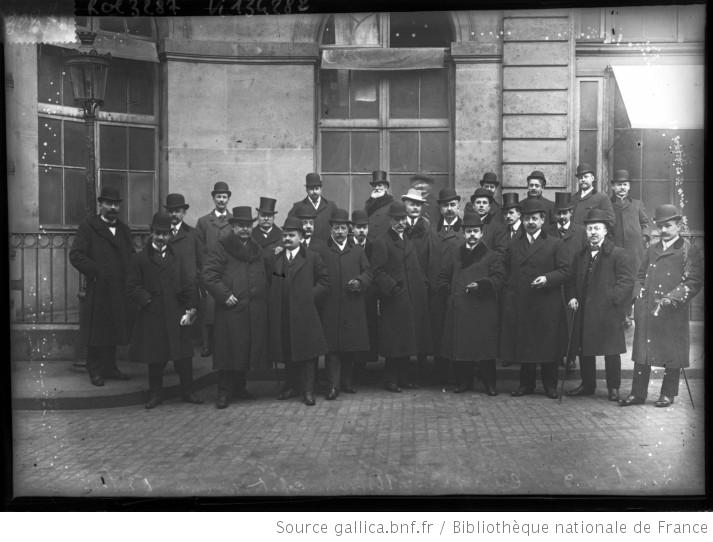
Membres du Congrès de l'Union cycliste internationale, en février 1909.

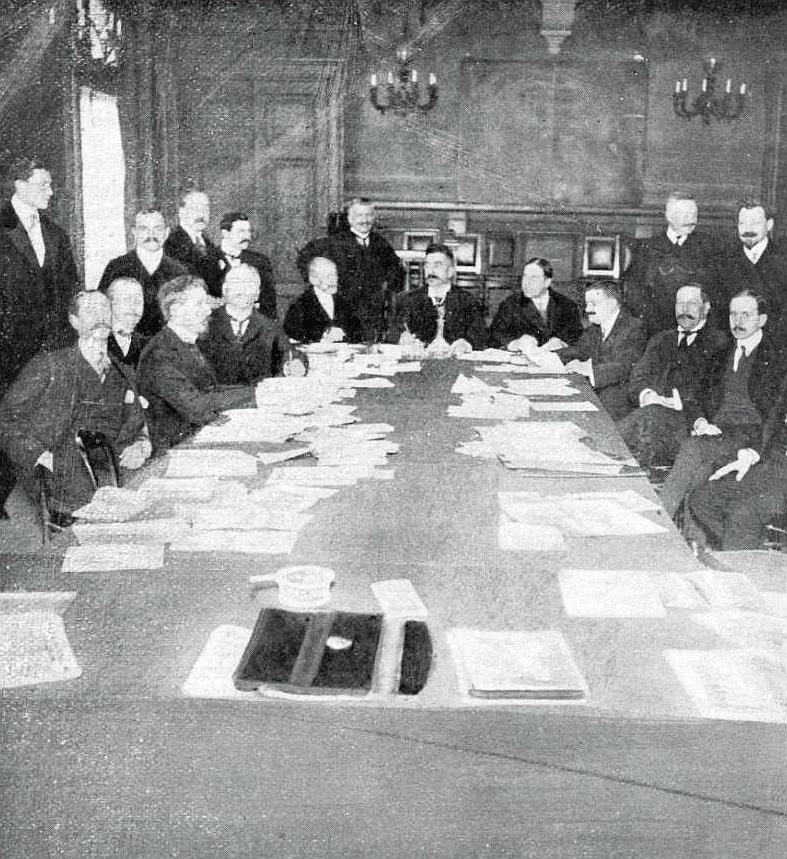
Les mêmes, en réunion (XVIIIe congrès de l'UCI, à la mairie du IXe arrondissement de Paris, Président de Beukelaer).

L'UCI est fondée le 14 avril 1900 à Paris par les fédérations nationales de Belgique, des États-Unis, de France, d'Italie et de Suisse,. Le poids de la tradition est tel, que l'UCI reste très longtemps un acteur secondaire dans le monde du cyclisme sur route. En effet, organisateurs de courses et équipes cyclistes tiennent à conserver leurs prérogatives.
En 1927 les premiers championnats du monde Route UCI (Professionnels) se font à Nürburgring (Allemagne)
En 1930 les premiers championnats du monde Cyclisme en salle UCI se font à Leipzig en Allemagne.
En 1950 les premiers championnats du monde Cyclo-cross UCI se font à Charenton-le-Pont en France.
En 1965, sous la pression du CIO, création de la Fédération internationale amateur de cyclisme (FIAC) et de la Fédération internationale de cyclisme professionnel (FICP). L’UCI devient l’organe de coordination des deux entités. La FIAC s’installe à Rome en Italie, et la FICP à Bruxelles en Belgique. En 1969 l’UCI transfert le siège de Paris à Genève.
La FIAC, famille la plus nombreuse avec 127 fédérations affiliées sur les cinq continents, est dominée par les pays du bloc de l'Est qui courent en « amateurs » (et qui participent alors aux Jeux olympiques). Ils ne rencontrent les professionnels de la FICP qu'en de rares occasions (ex. : Paris-Nice 1974).
En 1977 transfert du siège de la FICP de Bruxelles (Belgique) à Luxembourg (Luxembourg).
En 1986 les premiers championnats du monde BMX Racing UCI ont lieu à Riccione en Italie, l'année suivante en 1987, ont lieu les premiers championnats du monde Trial UCI à Berga en Espagne.
En 1990 les premiers championnats du monde Mountain Bike UCI ont lieu à Durango aux États-Unis.
Le 14 avril 2002 a lieu l'inauguration du Centre mondial du cyclisme (CMC) à Aigle en Suisse et le transfert du siège de la Fédération de Lausanne à Aigle.
En 2006 les premiers championnats du monde Paracyclisme UCI ont lieu à Aigle en Suisse.
En 2017 les premiers championnats du monde Urban Cycling UCI ont lieu à Chengdu en Chine.
En 2020 les premiers championnats du monde Cyclisme Esport UCI ont lieu.
En 2022 les premiers championnats du monde Gravel UCI ont lieu en Vénétie en Italie.
Sous l'impulsion d'Hein Verbruggen, président de l'UCI de 1991 à 2005, les positions fédérales se renforcent face à des acteurs souvent enlisés dans des soucis financiers ou des affaires de dopage. En 1992, il organise la réunification de la FIAC et de la FICP au sein de l’UCI, et son déménagement à Lausanne (près du CIO). Dès 1993, l'UCI met en place les classements UCI qui prennent en compte toutes les courses disputées sur les cinq continents. Jusque-là, les médias ou des opérations purement publicitaires avaient la mainmise sur ces classements (ex. : le Challenge Pernod). L'avancée peut apparaître modeste, elle est significative d'une politique de grignotage qui culmine aujourd'hui avec la mise en place du ProTour. Les organisateurs, jadis maîtres absolus sur leurs courses, émettent bien quelques réticences, d'autant que ces derniers restent encore assez puissants. Les organisateurs des trois grands tours nationaux (France, Italie et Espagne) sont également responsables d'une grosse moitié des autres épreuves du ProTour.
Ces débats ne concernent que le cyclisme sur route masculin. Dans tous les autres domaines, du cyclisme sur route féminin au cyclisme sur piste en passant par le VTT ou le cyclocross, les résistances à l'UCI sont moins importantes. L'UCI met en place des championnats du monde dans toutes ces disciplines et reste l'un des grands acteurs olympiques.
L'UCI est l'une des rares fédérations qui autorise les athlètes transgenres à participer aux compétitions. Elle le fait en se basant sur le taux de testostérone. Cette décision a pour conséquence la victoire, en 2023, pour la première fois, d'une coureuse transgenre, Austin Killips, qui remporte une course cycliste féminine internationale par étapes. Cette victoire provoque plusieurs vives réactions dans le monde du sport. Pour Alison Sydor, ancienne cycliste canadienne et championne du monde de cross-country, « le réglement actuel de l'UCI qui permet à des hommes de prendre part à des compétitions féminines n'est pas juste pour les athlètes féminines ». Inga Thompson voit dans cette possibilité une menace pour le sport cycliste féminin. Selon elles, les jeunes coureuses « sont annulées, elles sont réduites au silence, leurs emplois sont menacés. Elles sont inscrites sur la liste TERF [trans-exclusionary radical feminist]. Si elles disent quoi que ce soit, elles sont éviscérées. Et donc, au lieu de lutter contre cela, elles s'en vont simplement. ». Le nom d'Austin Killips a attiré l'attention pour la première fois en mars, après avoir été cité par l'ancienne championne de cyclo-cross Hannah Arensman dans un dossier de la Cour suprême expliquant pourquoi elle se retirait du sport à 24 ans. La politique transgenre libérale de l'UCI est en contradiction flagrante avec l'approche de World Athletics consistant à interdire tous les hommes post-pubertés de la catégorie féminine. Elle survient malgré un lobbying soutenu des coureuses pour une interdiction pure et simple: en 2022, Marion Clignet, la triple championne du monde française, a présenté à l'UCI une enquête montrant que 92 % d'entre elles n'étaient pas d'accord pour que les athlètes trans fassent partie du peloton féminin.
En 2025 seront organisé les premiees championnats du monde Route UCI en Afrique à Kigali (Rwanda)

## Missions
Le développement et la promotion de toutes les facettes du cyclisme, sans discrimination de quelque sorte que ce soit, avec la proche coopération de ses Fédérations Nationales et ses principaux partenaires.
- Le sport avec ses valeurs naturelles et universelles de compétition, d'effort, de façonneur de caractère, de bien-être et de fair-play.
- L'activité de détente, que ce soit sous forme de loisirs ou de tourisme.
- Un moyen de transport économique, écologique et respectueux de l'environnement qui contribue à résoudre les problèmes de la société moderne.

Concrètement, l'UCI :
- organise les championnats du monde UCI et les coupes du monde UCI ;
- attribue les points et les classements UCI[6] ;
- collabore avec le CIO pour organiser les épreuves cyclistes des Jeux olympiques ;
- détermine les dates des courses du Calendrier International ;
- édicte les règlements des disciplines du cyclisme (notamment sur le plan du matériel) ;
- développe les disciplines du cyclisme dans le monde ;
- organise des programmes de formation ;
- lutte contre le dopage.

### Internationalisation du cyclisme
L'UCI a eu un rôle moteur dans l'internationalisation du cyclisme qui a eu lieu ces dernières décennies. Ce processus lent vise à étendre la pratique du cyclisme hors de ses terres d'origines, c'est-à-dire l'Europe. Un des grands symboles de cette politique est la mise en place, en 1989, de la Coupe du monde de cyclisme sur route, qui comportait notamment le Grand Prix des Amériques, une course nouvelle qui se déroulait au Canada. Cette volonté s'est ensuite manifestée avec la mise en place du Pro Tour comportant notamment le Tour Down Under se déroulant en début de saison en Australie. De cette politique, découle également les critères de sélection aux championnats du monde de ces dernières années, qui essaient de représenter un maximum de petites nations, cela au détriment des nations historiques du cyclisme,.

### Lutte contre le dopage
L'UCI est responsable des contrôles antidopage pratiqués dans le sport cycliste. Dans ce cadre, elle a mis en place en 2008 le passeport biologique. Ce nouvel outil consiste à suivre de manière longitudinale un certain nombre de variables biologiques chez les coureurs afin de détecter toutes leurs variations considérées comme anormales. Il devrait notamment rendre plus difficiles les manipulations sanguines par exemple,.

#### L'affaire Armstrong
En octobre 2012, après la décision de l'UCI de retirer ses sept succès au Tour de France à Lance Armstrong pour dopage, le président de l'Agence mondiale antidopage (AMA) John Fahey déclare dans un entretien avec la radio australienne ABC : « Tout le monde se dopait pendant l’ère Armstrong ». « Il y a eu une période durant laquelle la culture dans le cyclisme voulait que tout le monde se dope. Il n’y a aucun doute là-dessus et les dirigeants du cyclisme doivent assumer leurs responsabilités ». Dans un entretien avec la chaîne de télévision Fox Sports, John Fahey a estimé que la Fédération internationale retrouverait sa crédibilité si les dirigeants en place durant l’ère Armstrong ne figurent plus dans l’organigramme. « Si le dopage était aussi présent, la question qu’on peut légitimement se poser est : ’Qui voulait le stopper ? Qui travaillait contre ? Pourquoi ne fut-il pas stoppé ?’ », a souligné M. Fahey. »
L'ancien président de l’UCI, Hein Verbruggen, ami personnel d’Armstrong, est notamment dans le viseur des coureurs comme l’Écossais David Millar, dopé repenti, réclamant sa démission de son poste actuel de président d’honneur de la Fédération internationale.

#### Commission indépendante de réforme du cyclisme
En janvier 2014, une commission d'enquête est mandatée par l'Union cycliste internationale pour enquêter sur les problèmes auxquels le cyclisme sur route a été confronté, en particulier sur les scandales de dopage et l'implication éventuelle de l'UCI. Le rapport du CIRC est remis à l'UCI le 9 mars 2015. À la suite de ce rapport, l'UCI annonce de nouvelles mesures antidopage.
CADF
Afin de gérer son programme antidopage, l'UCI a créé la CADF (Cycling Anti-Doping Foundation).

#### Dopage mécanique
Dès avant 2006, l'utilisation d'assistance électrique au pédalage par les coureurs est évoquée. Il faut cependant attendre 2016 pour qu'elle soit interdite par l'UCI. Celle-ci se refusant à l'utilisation de caméra thermique — le moteur électrique dégageant de la chaleur — pour repérer les tricheurs, des journalistes de Stade 2 s'en sont servis. Ils ont ainsi pu repérer plusieurs tricheurs probables. Mais malgré les dénonciations effectuées auprès de l'UCI, celle-ci les a laissées sans suites. Depuis, ces moteurs électriques placés dans le cadre seraient remplacés par une ou des roues faisant office de moteur.
En mars 2018, sur impulsion de David Lappartient, l'UCI met en place une politique à grande échelle de lutte contre le dopage mécanique. Elle utilisera dorénavant des appareils à rayons X pour scanner les vélos ainsi que des magnétomètres miniatures développés par le CEA français. L'ensemble du dispositif est évalué à 500 000 € en investissement.

## Présidents

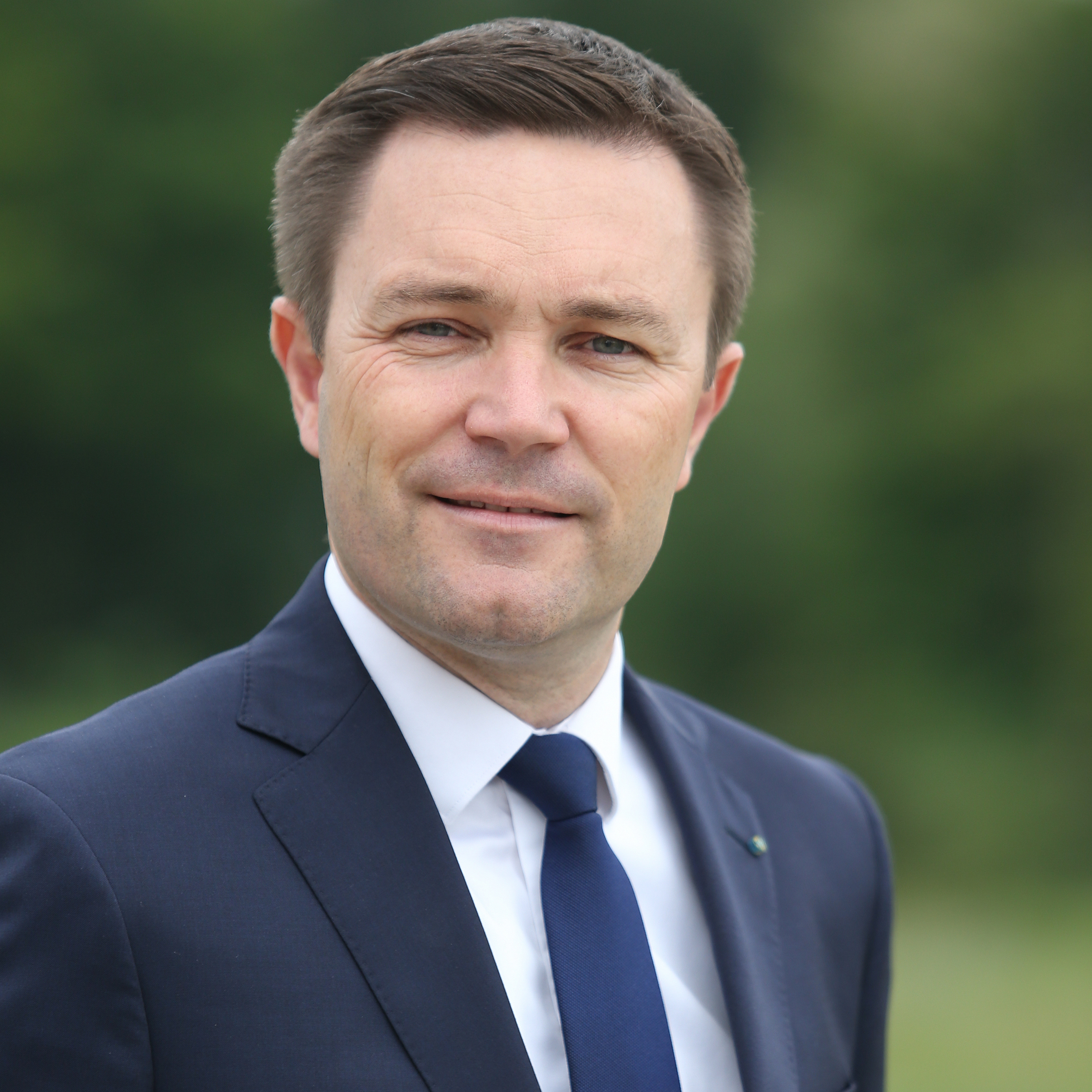
David Lappartient, président depuis 2017

- Émile De Beukelaer (1900-1922)
- Léon Breton (1922-1936)
- Max Burgi (1936-1939)
- Alban Collignon (1939-1947)
- Achille Joinard (1947-1957)
- Adriano Rodoni (1958-1981)
- Luis Puig (1981-1990)
- Hein Verbruggen (1991-2005)
- Patrick McQuaid (2005-2013)
- Brian Cookson (2013-2017)
- David Lappartient (depuis 2017)

## Disciplines
- le cyclisme sur route
- le cyclisme sur piste
- le cyclo-cross
- le cyclisme en salle
- le VTT cross-country
- le VTT de descente
- le BMX
- le trial
- le gravel
- le cyclisme e-sport
- le paracyclisme[20]

Pour chacune de ces disciplines, l'UCI organise des championnats du monde.

## Identité visuelle

Ancien logotype jusqu'au 24 juin 2015
Logotype depuis le 24 juin 2015